# Dr.-Otto-Koren-Hütte
Die Dr.-Otto-Koren-Hütte ist eine Selbstversorgerhütte der Sektion Köflach des Österreichischen Alpenvereins (ÖAV) in 1550 m ü. A. Höhe in den Lavanttaler Alpen in der Steiermark. Sie steht allen Jugendgruppen unter Leitung eines Jugendführers sowie allen AV-Mitgliedern nach vorheriger Anmeldung bei der Sektionsgeschäftsstelle zur Verfügung.

## Geschichte
Die Hütte wurde nach dem Amtsarzt des Bezirks Voitsberg, Herrn Dr. Otto Koren sen., benannt. Er war seit 1932 Mitglied der Sektion Köflach, wurde auch hier 1919 geboren. 1957 wurde Koren zum Sektionsobmann gewählt. Trotz seiner im Zweiten Weltkrieg erlittenen Kriegsverletzung, die eine Schwerbehinderung zur Folge hatte, übernahm er 1960 die Funktion des Jugendwartes. In dieser Position motivierte er die AV-Jugend der Sektion zum Bau eines Jugendheims auf der Stubalpe neben dem am 10. Juni 1909 eröffneten Gaberl-Schutzhaus. Viele Mitglieder erbrachten in ihrer Freizeit in unzähligen Arbeitsstunden den Bau der Hütte, die am 26. November 1961 eröffnet werden konnte. Anlässlich des 70. Geburtstages von Otto Koren im Jahre 1989 fasste man den einstimmigen Beschluss, dem Jugendheim den Namen „Dr.-Otto-Koren-Hütte“ zu geben.

## Lage
Die Dr.-Otto-Koren-Hütte liegt auf 1550 m ü. A. am Gaberl. Die nächste kleine Ortschaft ist Salla im Bezirk Voitsberg in der Weststeiermark.

## Erreichbarkeit
In unmittelbarer Nähe existiert ein mautpflichtiger Parkplatz, eine Entlademöglichkeit besteht vor der Hütte.

## Übergänge zu anderen Hütten
- Oskar-Schauer-Sattelhaus (1386 m), Gehzeit: knappe 4 Stunden
- Salzstiegelhaus (1553 m), Gehzeit: knappe 3 Stunden
- Altes Almhaus (1649 m)[4], Gehzeit: 1 Stunde[5]
- Steinplan Schutzhaus (1670 m), Gehzeit: 3 bis 3½ Stunden[6]

## Hütten in der Nähe
- Gaberlhaus, bewirtschaftete Hütte, Lavanttaler Alpen 1551 m ü. A.[5]

## Touren und Gipfel
- Über das Gaberl führt der Nord-Süd-Weitwanderweg (Weg 05)
- Am Gaberl beginnt der Koralm Kristall Trail, dessen erste Tagesetappe (27,4 km) in rund 9 Stunden zur Barbarahaus auf der Pack führt.
- Ameringkogel (2186 m ü. A.), Gehzeit 5 Stunden
- Peterer-Riegel (1967 m ü. A.), Gehzeit 3½ Stunden
- Rappoldkogel (1928 m ü. A.), Gehzeit 2½ Stunden[5][4]
- Steinplan (1671 m ü. A.), Gehzeit 4 Stunden

## Skitouren
- Schneeschuhspazieren zwischen Gaberl und Wölkerkogel, Region Graz, 9,6 km, 3,2 Std.
- Schneeschuhwanderung Turneralm und Hirschkreuz, Region Murtal, 14,3 km, 5 Std.
- Höhenwanderung am Gaberl - auf Turneralpe und Hirschkreuz, Schneeschuh, Region Murtal, 14,6 km, 5 Std.
- Winterwanderung am Gaberl, Region Murtal, 6,5 km, 2 Std.[5]

## Karten
- Kompass-Karten-Set 223 Sölktäler, Rottenmanner Tauern, Seckauer Alpen (2 Karten) 1:55.000: inklusive Karte zur offline Verwendung in der KOMPASS-App. Fahrradfahren. Skitouren. Landkarte – Gefaltete Karte, ISBN 978-3-99044-759-8
- Lavanttal, Saualpe, Koralpe: Wander- und Radtourenkarte. GPS-genau. 1:50.000 Landkarte – Gefaltete Karte, ISBN 978-3-85491-741-0